# Железнодорожный (Балашиха)
Железнодоро́жный — район города Балашиха Московской области России, до 2015 года самостоятельный город и муниципальное образование со статусом городского округа. Железнодорожный носил статус города с 1952 года, города областного подчинения с 1960 года.
Станция Железнодорожная на линии Москва — Нижний Новгород в 10 км к востоку от МКАД.
Площадь территории города Железнодорожный на момент включения составляла 2408 гектаров. Население — 151 985 чел. (2015). Бывший город протянулся с запада на восток на 7 км, а если учитывать входивший в его состав отдалённый микрорайон Купавна — на 13 км.
После включения Железнодорожного в состав Балашихи на (расширенной в 2004 году) его территории в 2015 году было утверждено 8 микрорайонов: Железнодорожный (центральная часть упразднённого города), Керамик, Купавна, Кучино, Ольгино, Павлино, Новое Павлино и Саввино.

## Название
Название Железнодорожный дано рабочему посёлку (предшественнику города) в 1939 году — по расположению рядом с Московско-Нижегородской железной дорогой. Ранее посёлок (как и деревня, рядом с которой он возник) носил название Обираловка. Название Обираловка происходит от фамилии Обиралов.
Современные просторечные наименования — Железка или Желдор, ЖД.

## История

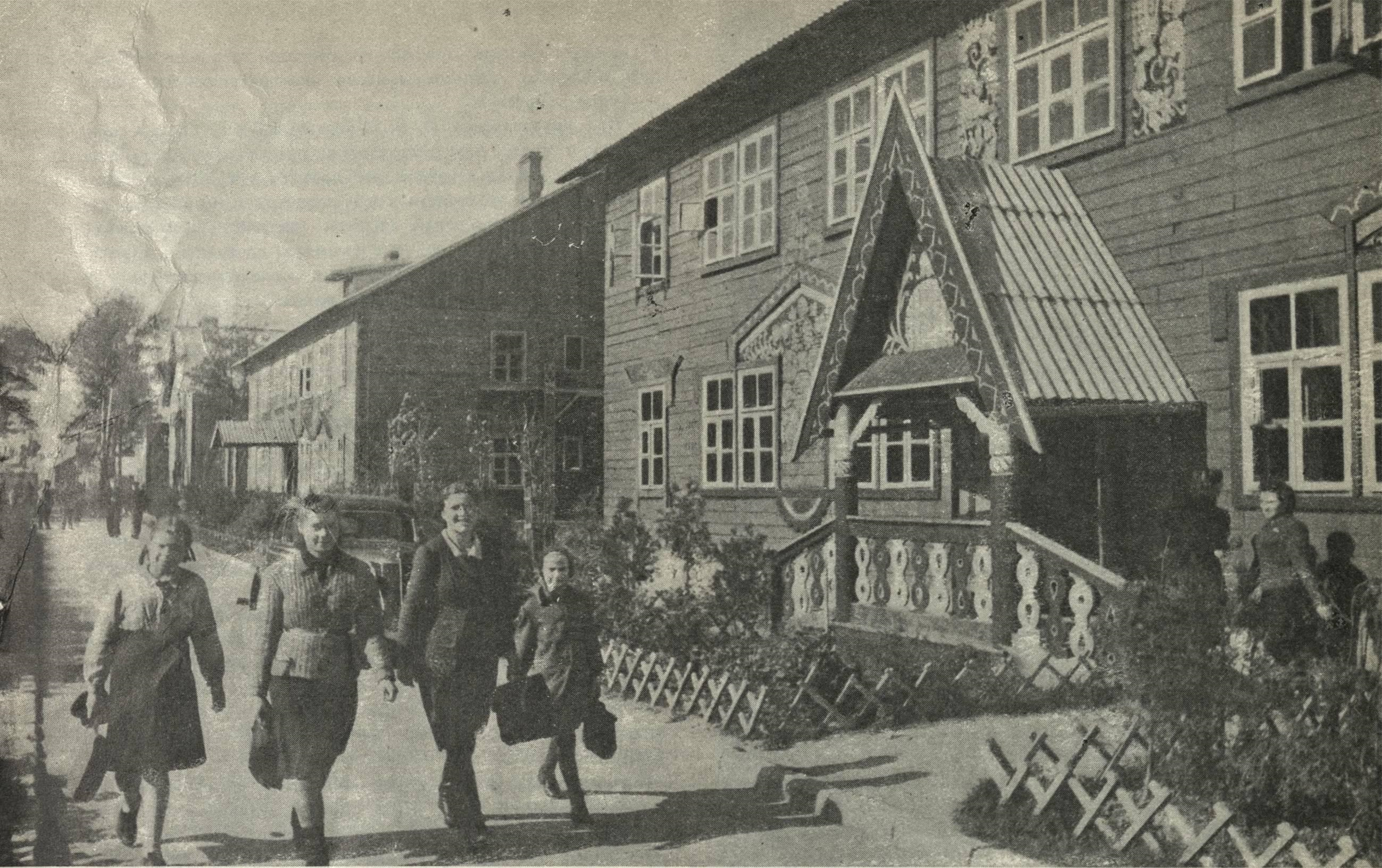
Жилой городок у станции Железнодорожная в 1946 году

Территория Железнодорожного, до его объединения с городом Балашихой, включала в себя земли Богородского (населённые пункты Васильевской волости: Обираловка, Саввино и др.) и Московского уездов (населённые пункты Пехорской волости: Кучино, Ольгино и др.). Деревушки Саввино и Кучино упоминаются ещё в документах Ивана Калиты, относящихся к 1327 году; во второй половине XVII в. возникла деревня Сергеевка, название которой постепенно было вытеснено прозвищем «Обираловка».
Во второй половине XVII в. в окрестностях деревни Кучино были начаты разработки глины, а в начале XIX в. братья Даниловы организовали здесь производство красного кирпича. В конце 60-х гг. XIX в. московский купец Д. И. Милованов приобрёл в Кучино кустарное кирпичное производство и построил кирпичный завод, который в 1875 г. дал первую продукцию; вскоре появились кирпичные заводы купцов Куприянова и Голядкина. На средства миллионера Д. П. Рябушинского в посёлке Кучино был в 1904 году создан Аэродинамический институт, где научную работу возглавлял профессор Московского университета Н. Е. Жуковский — основоположник современной аэродинамики. Аэродинамический институт положил начало развитию посёлка Кучино как центра геофизической науки и сделал его известным в научном мире не только в России, но и за рубежом.
В 1862 г. была открыта Московско-Нижегородская железная дорога и возникла железнодорожная станция Обираловка, а в 1877 г. появился и пристанционный посёлок Обираловка. 17 января 1939 года посёлок получил официальный статус рабочего посёлка городского типа, а 27 августа того же года Указом Президиума Верховного Совета РСФСР переименован в посёлок Железнодорожный Реутовского района Московской области. В 1946 г. открыт НИИ строительной керамики с опытным заводом (производство керамических блоков); в 1952 г. — деревообрабатывающий завод.
В 1896 г. по инициативе фабриканта Викулы Морозова (внука С. В. Морозова) рядом с деревней Саввино была построена фабрика — «Саввинская мануфактура», вокруг которой образовался посёлок Саввино. В 1947 году в этом посёлке рядом с фабрикой была открыта мастерская по реставрации деталей фабричных машин (преобразованная в 1956 г. в электромеханический завод).
В 1944—1946 годах неподалёку от станции Железнодорожная был построен жилой городок (ныне район улицы Жилгородок). На участке в 26 га было выстроено 60 двухэтажных восьмиквартирных жилых домов, общежитий, а также детские ясли, детский сад, клуб-столовая, баня-прачечная, амбулатория, магазин, пожарное депо и гараж. Жилые дома построены из деревянного бруса, остальные — шлакобетонные. Дома были украшены росписью и декоративными деталями. Авторами проекта посёлка были архитекторы М. В. Лисициан, Р. И. Семерджиев, Н. К. Базалеев, А. Г. Зак, Е. И. Кувшинов под руководством И. В. Жолтовского. Ряд проектов росписи домов был выполнен лично И. В. Жолтовским. Роспись клуба-столовой осуществлена архитекторами М. Ф. Оленевым и Ю. Н. Шевердяевым. Детали обработки окон жилых домов выполнены архитекторами Р. И. Семерджиевым и Г. В. Михайловской.
7 августа 1952 года рабочий посёлок Железнодорожный преобразован в город районного подчинения, а 10 декабря 1960 года — в город областного подчинения. В 1960 году к городу были присоединены рабочие посёлки Кучино (частично; полностью с 1963 года) и Саввино, а также деревни Темниково и Сергеевка.
В конце 1980 — начале 1990-х гг. в городе построено новое здание железнодорожного вокзала, современными многоэтажными домами застроены привокзальная площадь, южная часть Железнодорожного, в том числе микрорайоны в Кучино, на территории бывшего посёлка Саввино и др. Сохранилась Преображенская церковь (вторая половина XIX в.).
В июле 2004 года в черту города Железнодорожного был включён упразднённый дачный посёлок (пгт) Купавна, получивший статус микрорайона.
С 2006 до 2015 год как город областного подчинения образовывал самостоятельное муниципальное образование городской округ Железнодорожный
С 10 января 2015 года город областного подчинения Железнодорожный был упразднён как административно-территориальная единица и включён в состав города областного подчинения Балашиха, а городской округ Железнодорожный был также упразднён как муниципальное образование и включён в состав городского округа Балашиха.
Планы объединения Балашихи и Железнодорожного вызвали протесты их жителей.
Результаты проведённого голосования по вопросу объединения имеют сомнительную достоверность.

## Население
| 1926     | 1939     | 1959     | 1967     | 1970     | 1973     | 1976     | 1979     |
| -------- | -------- | -------- | -------- | -------- | -------- | -------- | -------- |
| 1000     | ↗7354    | ↗19 243  | ↗48 000  | ↗57 060  | ↗62 000  | ↗70 000  | ↗76 455  |
| 1982     | 1985     | 1986     | 1987     | 1989     | 1990     | 1991     | 1992     |
| ↗81 000  | ↗87 000  | ↗88 000  | ↗90 000  | ↗97 426  | ↗100 000 | →100 000 | →100 000 |
| 1994     | 1995     | 1996     | 1997     | 1998     | 1999     | 2000     | 2001     |
| →100 000 | ↗101 000 | ↘100 000 | ↗101 000 | →101 000 | ↘100 400 | ↘100 100 | ↗101 300 |
| 2002     | 2003     | 2004     | 2005     | 2006     | 2007     | 2008     | 2009     |
| ↗103 931 | ↘103 900 | ↗106 500 | ↗115 300 | ↗116 500 | ↗118 900 | ↗122 600 | ↗125 296 |
| 2010     | 2011     | 2012     | 2013     | 2014     | 2015     |          |          |
| ↗131 257 | ↗131 700 | ↗135 971 | ↗141 648 | ↗146 251 | ↗151 985 |          |          |

Железнодорожный входит в состав крупнейшей в России Московской агломерации с населением около 16—17 млн человек. Вместе с городами Реутов, Лыткарино, Дзержинский, Котельники и населёнными пунктами городского округа Балашиха и Люберецкого района Железнодорожный входит в состав Балашихинско-Люберецкой агломерации второго порядка с населением 867,8 тыс. человек — второй по численности населения в Московской области.

## Экономика
В современном Железнодорожном ведущее место в экономике занимает строительная индустрия, представленная Кучинским комбинатом керамических и облицовочных материалов.
Основные промышленные предприятия города: ОАО «НИТИ им. П. И. Снегирёва», керамический завод, завод теплоизоляционных материалов компании Rockwool. Действует моторвагонное железнодорожное депо. Кучинский завод после банкротства приобретён польской компанией «Cersanit»; в настоящий момент возобновлён выпуск керамической плитки и керамогранита под новым брендом.
Спортивный комплекс в Лужниках, Дворец культуры и науки в Варшаве и Государственный исторический музей в Москве — в строительстве этих объектов есть и лепта Кучинского керамического завода (в прошлом — кирпичный завод Миловановых).
В июле 2011 года «Новая газета» опубликовала материалы о том, что «это единственный, наверное, в мире город, в котором свыше 120 тысяч населения, где нет не то, что кинотеатра, там нет даже роддома, а весь бизнес принадлежит семье мэра».
8 сентября 2011 года, в рамках государственного визита в Россию, город Железнодорожный посетила королева Дании Маргрете II. Целью визита стал построенный на территории города в 1999 году завод по производству каменной ваты, принадлежащий датской компании Rockwool. Громким событием воспользовалась группа активистов, в день визита развернувших плакаты у здания завода, пытаясь тем самым обратить внимание королевы на проблему коррупции в городе.

## Достопримечательности

Памятник Дмитрию Павловичу Рябушинскому

В микрорайоне Кучино построен Храм новомучеников и исповедников Российских в русско-византийском стиле. Высота до верха центральной главы — 24 метра, высота до верха шатра колокольни — 21 метр.
Одна из главных достопримечательностей города — православная церковь Преображения Господня. Храм был построен в 1623 году на землях Т. В. Голицыной в селе Саввино-Спасское. В 1868 году взамен обветшавшего деревянного здания начали строить храм из кирпича, поставляемого из Кучино, 4 ноября 1873 года колокольня и первая часть храма были освящены, и начались богослужения. Главным украшением храма является иконостас, изготовленный на заводе Товарищества по производству фарфоро-фаянсовых изделий М. С. Кузнецова.
Среди других достопримечательностей есть Троицкое-Кайнарджи (имение П. А. Румянцева-Задунайского) в Павлино.
Краеведческий народный музей.
Также в городе располагается обсерватория МБОУ Астрономическая школа «Вега». Обсерватория имеет гигантский телескоп-рефлектор.
В 2011 году на городском бульваре на Пролетарской улице открыт памятник Дмитрию Павловичу Рябушинскому — учёному, известному трудами в области гидроаэродинамики, на территории имения которого был основан первый в Европе и второй в мире аэродинамический институт.